# Корнишки језик
Корнишки, керновек, керневек или карноак (Cornish, Kernowek, Kernewek, Curnoack) је југозападни бритонски келтски језик који се говорио у Корнволу до 18. века и затим поново заживео у 20. веку. Корнишки је доживео оживљавање у последњим декадама и сматра се да је важан део корнишког идентитета, културе и баштине. Признат је као мањински језик у Уједињеном Краљевству и има растући број говорника.
Поред велшког и бретонског, корнишки је у директни наследник заједничког бритонског језика који се говорио широм Британије пре него што је енглески језик постао доминантан. Био је главни језик Корнвола вековима док није потиснут енглеским језицима. Корнишки је наставио да функционише као језик који је био главни у деловима Корнвола до краја 18. века и наставио да се говори у кућама у 19. и делом у 20. веку након чега се јавља идеја оживљавања језика. Процес оживљавања је започео још почетком 20. века. 
Од када је започело оживљавање језика многе књиге на корнишком су објављене и расте број људи који проучавају овај језик. У последње време укључен је и развој корнишке музике, филма и књига за децу. Мањи број људи у Корнволу су одгојени да знају и енглески и корнишки језик као матерњи а језик је уведен и у школе.

## Класификација
Корнишки је један од бритонских језика, који чини једну грану острвског келтског. Бритонски језици су и велшки, бретонски и камбријски језик. Шкотски гелски, ирски и манкс су делови гојделски огранка острвског језика.

## Историја
Корнишки је настао од заједничког бритонског језика који се говорио широм Британског острва током гвозденог доба и римског периода. Као резултат англосаксонске експанзије Бритонци су на југозападу подељени у данашњем Велсу и Камбрији. Неки сматрају да је до ове поделе дошло након Деорхемске битке 577. Западни дијалекат је еволуирао у данашњи велшки језик и данас постојећи камбријски, док је југозападни бритонски еволуирао у корнишки и бретонски као резултат емиграције на подручје данашње Бретање.